# Наббут, Эндрю
Эндрю Наббут (англ. Andrew Nabbout; 17 декабря 1992, Мельбурн, Австралия) — австралийский футболист, вингер клуба «Мельбурн Сити». Выступал за сборную Австралии. Участник чемпионата мира 2018 года.

## Клубная карьера

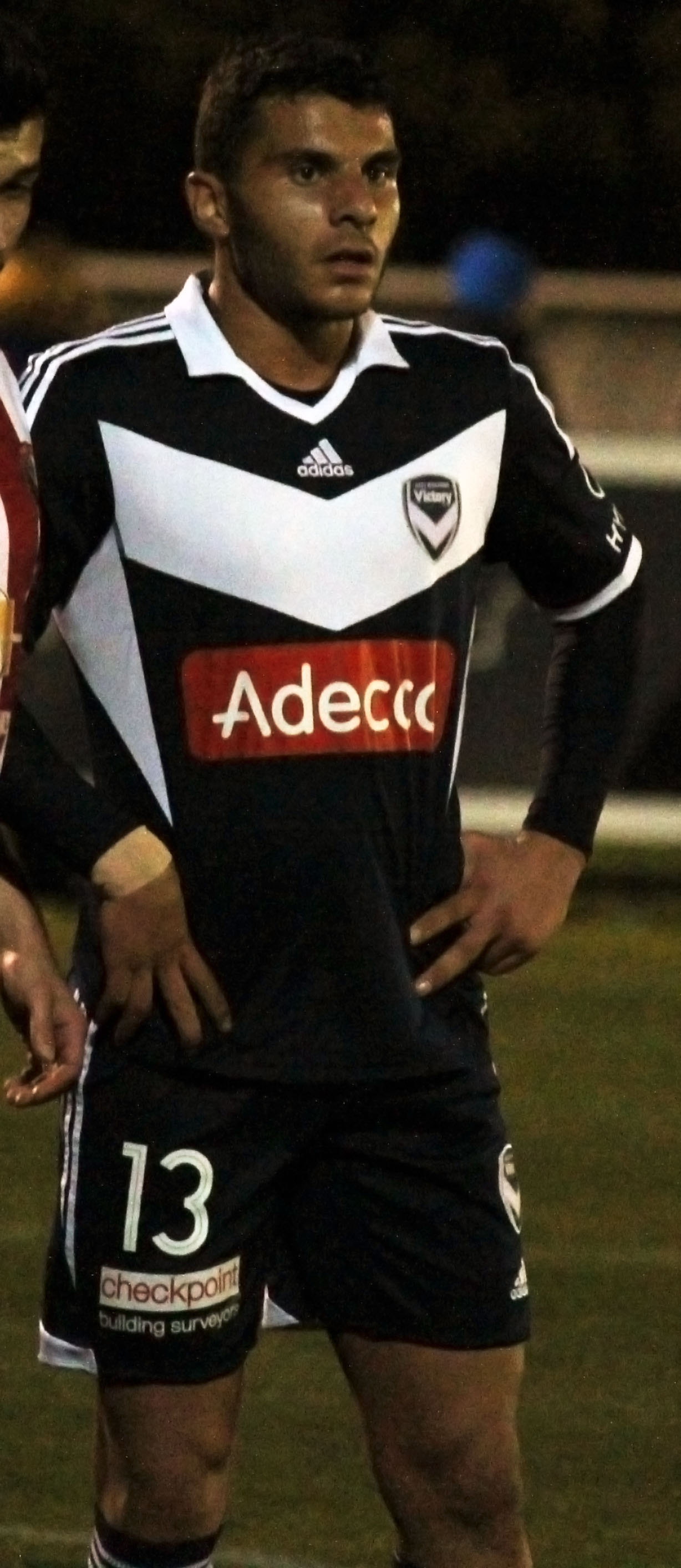
Наббут в составе «Мельбурн Виктори»

Наббут начал карьеру, выступая за клубы низших дивизионов Австралии «Саншайн Джордж Кросс», «Хейдельберг Юнайтед» и «Мореланд Зебрас». В 2012 году Эндрю подписал контракт с «Мельбурн Виктори». 13 октября в матче против «Брисбен Роар» он дебютировал в А-Лиге. 10 ноября в поединке против «Сиднея» Наббут забил свой первый гол за «Мельбурн Виктори». В 2015 году он помог команде выиграть чемпионат. В начале 2016 года Эндрю перешёл в малайзийский «Негери-Сембилан», в составе которого играл следующие полгода.
Летом 2016 года Наббут вернулся на родину, став игроком «Ньюкасл Юнайтед Джетс». 9 октября в матче против «Аделаида Юнайтед» он дебютировал за новый клуб. 10 ноября в поединке против «Мельбурн Сити» Эндрю забил свой первый гол за «Ньюкасл Юнайтед Джетс».
В начале 2018 года Наббут перешёл в японский «Урава Ред Даймондс». 2 апреля в матче против «Джубило Ивата» он дебютировал в J-Лиге. 17 мая 2019 года в поединке против «Сёнан Бельмаре»"" Эндрю забил свой первый гол за «Урава Ред Даймондс». Летом того же года Наббут вернулся в «Мельбурн Виктори».

## Международная карьера
23 марта 2018 года в товарищеском матче против сборной Норвегии Наббут дебютировал за сборную Австралии. 1 июня 2018 года в поединке против сборной Чехии он забил свой первый гол за национальную команду.
В 2018 году Наббут принял участие в чемпионате мира 2018 в России. На турнире он сыграл в матчах против команд Франции и Дании.
В 2019 году Наббут включён в состав сборной на кубок Азии в ОАЭ. На турнире он сыграл в матче против команды ОАЭ.

### Голы за сборную Австралии
| #   | Дата            | Место                                   | Противник | Счёт | Результат | Соревнование      |
| --- | --------------- | --------------------------------------- | --------- | ---- | --------- | ----------------- |
| 01. | 1 июня 2018     | НВ Арена, Санкт-Пёльтен, Австрия        | Чехия     | 2:0  | 4:0       | Товарищеский матч |
| 02. | 30 декабря 2018 | Мактум ибн Рашид Аль Мактум, Дубай, ОАЭ | Оман      | 0:1  | 0:5       | Товарищеский матч |

## Достижения
Командные
 «Мельбурн Виктори»
- Чемпионат Австралии — 2014/15